# Melsor
Melsor (ros. Мэлсор) – imię, będące akronimem powstałe od pierwszych liter: Marks-Engels-Lenin-Stalin-Oktiabr'skaja Riewolucyja. Po śmierci Stalina, tezach wygłoszonych na XX Zjeździe KPZR z imienia Melsor usunięto literę „s”, zmieniając je na Melor: Marks-Engels-Lenin-Oktiabr'skaja Riewolucyja.